# 儲秘書
儲秘書（?—?），字玉函，江南宜興人。清朝官員、詩人。

## 生平
儲秘書出身宜興儲氏，家族自宋明以來科名長盛不衰。曾祖儲方慶、祖父儲在文及三位叔伯祖皆為康熙進士，父儲傅泰為舉人。乾隆六年（1741年），儲秘書中式辛酉科進士。乾隆二十六年（1761年）中式辛巳恩科進士，選翰林院庶吉士，散館改主事。官至湖北鄖陽府知府。

## 著作
工詩詞，有《緘石齋集》、《花嶼詞》。